# 布赖克市镇
布赖克市镇（瑞典語：Bräcke kommun）是瑞典中部耶姆特兰省的一个市镇。其治所位于布赖克。